# (741) Botolphia
(741) Botolphia – planetoida z grupy pasa głównego asteroid okrążająca Słońce w ciągu 4 lat 179 dni w średniej odległości 2,72 au. Została odkryta 10 lutego 1913 roku w Winchester (Massachusetts) przez Joela Metcalfa. Nazwa pochodzi od świętego Botolfa, opata żyjącego w VII wieku, fundatora klasztoru w Bostonie. Przed nadaniem nazwy planetoida nosiła oznaczenie tymczasowe (741) 1913 QT.